# Anna Alexejewna Olenina

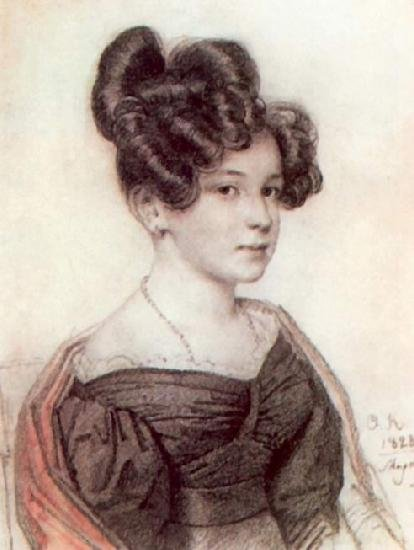
Anna Alexejewna Olenina (O. A. Kiprenski, 1828)

Anna (Annette) Alexejewna Olenina (russisch Анна Алексеевна Оленина; * 11. Augustjul. / 23. August 1808greg. in St. Petersburg}; † 15. Dezemberjul. / 27. Dezember 1888greg.) war eine russische Sängerin und Autorin.

## Leben
Olenina war die jüngste Tochter des Staatssekretärs Alexei Nikolajewitsch Olenin und seiner Frau Jelisaweta Markowna (1768–1838), Tochter des Hofkapellmeisters Mark Fjodorowitsch Poltorazki. Dank ihres hochgebildeten Vaters erhielt Olenina eine ausgezeichnete Erziehung. Sie sang und schrieb eine Musik zur Träumerei Jermaks Tod des Dichters und Dekabristen Kondrati Fjodorowitsch Rylejew. Mit 17 Jahren wurde sie zum Fräulein des kaiserlichen Hofes ernannt.
Das Haus der Olenins war ein Zentrum des literarischen und künstlerischen Lebens in St. Petersburg. Dort wurde Olenina von allen bewundert und verehrt. Ende der 1810er Jahre lernte sie auch Alexander Puschkin kennen. Die nähere Bekanntschaft entwickelte sich, als im Mai 1827 Puschkin aus seiner siebenjährigen Verbannung zurückkehrte und die Olenins häufig in St. Petersburg und auf dem Landsitz Prijutino besuchte. Puschkin bat 1828 um Oleninas Hand, wurde aber abgewiesen, was dann öffentlich diskutiert wurde. Zu den vermuteten Gründen gehörte eine Intrige der Tante Warwara Dmitrijewna Poltorazkaja Oleninas, die ihren Bruder Nikolai Dmitrijewitsch Kisseljow mit Olenina verheiraten wollte, und Puschkins Beziehung zu Oleninas Cousine Anna Petrowna Kern. Im übrigen wurde Puschkin im Juni 1828 unter geheime Polizeiaufsicht gestellt, was Oleninas Vater als Staatsratsmitglied sicher wusste. Im September 1828 begab sich Puschkin auf sein Landgut.
In den Jahren 1828 und 1829 widmete Puschkin Olenina eine Reihe von Gedichten und auch viele Strophen in dem Versroman Eugen Onegin. Nikolai Iwanowitsch Gneditsch richtete vier Gedichte an sie, die er 1832 in einem Sammelband veröffentlichte. Auch Iwan Andrejewitsch Krylow, Michail Jurjewitsch Lermontow, Iwan Iwanowitsch Koslow und Dmitri Wladimirowitsch Wenewitinow widmeten ihr Gedichte.

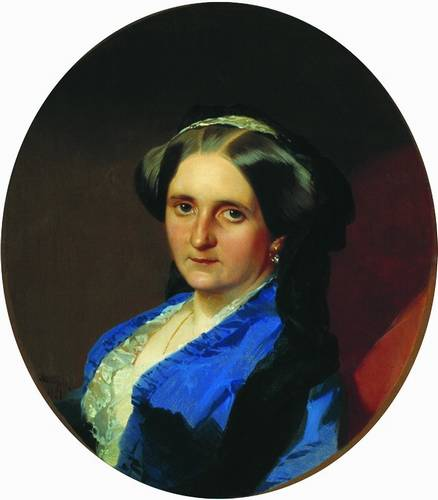
Anna Alexejewna Andrault (I. K. Makarow, 1851, Staatliches Literaturmuseum Moskau)

Nach Puschkins Tod heiratete Olenina im Februar 1840 den Oberst des Leibgarde-Husarenregiments Théodore Andrault (auch Andro, 1804–1885, in Brest-Litowsk geborener unehelicher Sohn des Grafen Alexandre Andrault de Langeron und Anschelika Dserschanowskajas). 1842 wurde Andrault Beamter für Sonderaufträge beim Statthalter des Königreichs Polen Graf Iwan Fjodorowitsch Paskewitsch-Eriwanski. 1844 zog Olenina mit ihrem Mann nach Warschau. Von November 1847 bis Februar 1862 war Andrault Präsident von Warschau. In dieser Zeit erhielt Warschau eine Wasserversorgung von Enrico Marconi und eine Gas-Straßenbeleuchtung. 1850 bat Olenina in einem Gesuch an Kaiser Nikolaus I., ihrem Mann das Tragen des Grafentitels und des Namens seines Vaters zu genehmigen, was wegen ungenügender Dokumente abgelehnt wurde. Sie schrieb Tagebücher und  Memoiren über Puschkin, die bisher nicht veröffentlicht wurden. Auch förderte sie junge polnische Talente.

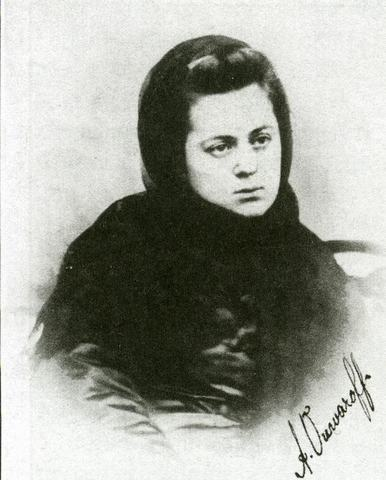
Tochter Antonina, Gräfin Uwarowa († 1918). Sie war auch mit Karol Woyde verheiratet.
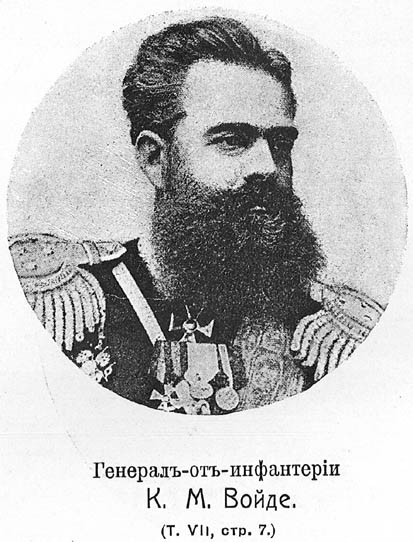
Schwiegersohn Karol Woyde (1833–1905), russischer General polnischer Herkunft

Nach dem Tod ihres Mannes 1885 in Warschau ließ sich Olenina auf dem Landsitz Deraschne ihrer jüngsten Tochter Gräfin Antonina Fjodorowna Uwarowa im Gouvernement Wolhynien nieder.

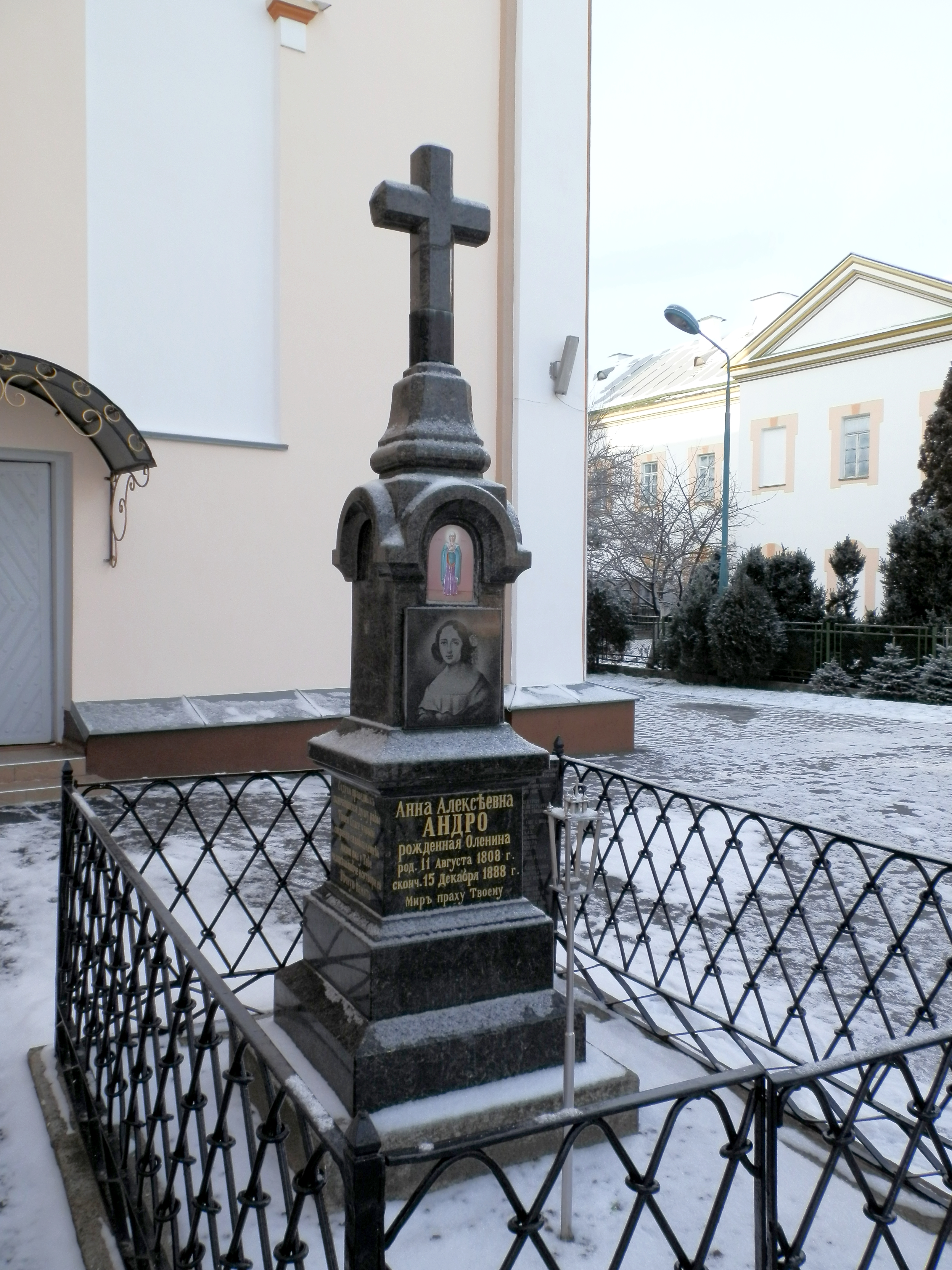
Grabmal der Anna Alexejewna Andro, geb. Olenina

Olenina wurde auf dem Friedhof des Dreifaltigkeitsklosters in Korez begraben.